# Poprova meta
Pôprova méta (znanstveno ime Mentha × piperita) je vrsta iz družine ustnatic. Verjetno je križanec med klasasto meto (M. spicata) in vodno meto (M. aquatica), ni pa točno dokazano, med katerimi vrstami je križana.

## Zgodovina
Konec 18. stoletja  jo je opisal švedski biolog Carolus Linnaeus. Najprej jo je uvrstil v sistem kot samostojno vrsto, kasneje pa so dognali, da je hibrid. Meta se zlahka križa, zato obstaja v mnogih vrstah. Poleg kamilice je najbolj priljubljena in znana zdravilna rastlina.
V zgodovini je že v 9. stoletju neki menih razglasil, da bi prej preštel iskre v ognjeniku kot njeno pestrost. Že stoletja je znana kot začimba in zdravilo. V Sredozemlju so poprovko gojili že Egipčani in Grki ter jo zaradi njenega ostrega vonja uporabljali kot dražilno sredstvo in krepčilo za živce. Je tudi del grške mitologije. Po legendi je bila sprva nimfa in Plutonova ljubica. Ko je njegova žena Persefona odkrila skrivno razmerje, je v izbruhu jeze začarala tekmico v nizko rastlino, ki se da poteptati. Pluton ni mogel razveljaviti začaranosti, lahko jo je le omilil, zato je obdaril meto s sladkim vonjem, da zadehti vsakič, ko se njeni listi zmečkajo.

## Opis
Poprova meta je 50 do 90 cm visoka večletna rastlina. Med številnimi tipi te rastline prevladuje v Evropi temno zelena sorta, manj pa je svetlozelenih sort.  Njeno steblo je štirirobno in raste pokončno, razvejano ter prekrito s številnimi majhnimi dlačicami. Listi so nasprotno razvrščeni, suličaste ali eliptične oblike, s kratkimi peclji. Listi imajo nazobčane robove. Cvetovi poprove mete so majhni, rožnati ali vijolični ter združeni v goste socvetje na vrhu stebla. Poprove mete ne najdemo v naravi - razmnoževanje križancev s semeni ni mogoče, pridobivamo jo lahko le z gojenjem npr. s potaknjenci.
Glede na to, da je križanec, obstaja veliko drugih ras poprove mete npr. Mitscham (črna meta) - ima rdečevijolično steblo in listne žile; razširjena je tudi Palescens (zelena meta), ki ima zeleno steblo in liste, največ pa  jo gojijo v Nemčiji.
Posebne vrste njivske mete (Mentha arvensis var.piperascens) gojijo na Japonskem, v Braziliji in na Kitajskem za pridobivanje eteričnega olja – je zelo hlapno, prodaja pa se pod imenom japonsko ali balkansko olje.
Druge vrste mete, ki rastejo v naravi, npr. vodna meta (Mentha aquatica), kodrasta meta, vsebujejo manj eteričnega olja kot poprova meta, in s tem mentola, ter imajo manj izrazit vonj in okus. Zlasti vodno meto ponekod radi uporabljajo namesto poprove mete.

## Uporaba
Poprova meta ima visoko vsebnost mentola, ki se pogosto uporablja za odišavljanje čajev, sladic, žvečilk, zobnih past ... Olje poprove mete vsebuje tudi menton in razne metilne estre. Uporablja se tudi v pripravkih za na kožo ter daje na koži občutek hlajenja. 
Pripravki iz poprove mete naj bi pomagali pri lajšanju želodčnih težav, preprečevali naj bi razrast nekaterih vrst bakterij ter pri uporabi na koži ali po vdihovanju umirili mišičje. Zdravilnost se nanaša tudi na vsebnost mangana, vitamina C in A, vlaknin, kalcija, železa, folata, kalija, triptofana, magnezija, omega-3-maščobnih kislin, riboflavina in bakra.
Leta 2007 so italijanski znanstveniki objavili rezultate študije, ki kaže, da so opazili pri bolnikih, ki so štiri tedne jemali kapsule z eteričnim oljem poprove mete, 75-odstotno zmanjšanje pojavnosti sindroma iritabilnega kolona (v primerjavi z 38-odstotnim zmanjšanjem v skupini, ki je prejemala placebo). Podobno so že nekatere starejše, a manj zanesljive študije pokazale zmanjšanje krčev v trebuhu,, a terapevtske količine olja dražijo želodec in je zato potrebna gastrorezistentna farmacevtska oblika, ki sprosti olje šele v črevesju. Poprova meta povzroča tudi relaksacijo gastroezofagealnega sfinktra, kar povzroči kolcanje.